# Iveco TurboTech
El Iveco TurboTech es un camión pesado del fabricante italiano Iveco, fabricado entre 1984 y 1993,cuando fue reemplazado por el Iveco Eurotech. sustituyendo al Iveco 190 Turbo de Fiat Veicoli Industriali.
Es el hermano gemelo del Iveco TurboStar, diseñado para largos viajes internacionales. El TurboTech cuenta con una cabina idéntica, pero un interior menos lujoso. Este camión está destinado al transporte nacional y regional; se utilizará principalmente como tractor para cisternas de combustible.

## Historia
Los primeros ejemplares del Iveco 190 TurboTech se entregaron a la prensa especializada para realizar pruebas de carretera en el verano de 1984.
En su lanzamiento, el TurboTech estaba disponible con varias variantes de motor. Todas estaban equipadas con motores Fiat V.I. turboalimentados: el 8220-02 de seis cilindros en línea de 9.577 cc, fabricado en Trappes, en la antigua fábrica de UNIC; el 8210-22S de 13.798 cc; y el 8280-42 V8 de 17.174 cc.
Los nuevos TurboTech podían equiparse con una caja de cambios sincronizada ZF ECOSPLIT de 16 velocidades, una caja de cambios rápida FULLER de 13 velocidades o una caja de cambios Fiat tradicional. El ABS estaba disponible opcionalmente.
Desde un punto de vista técnico, el TurboTech representó la evolución natural de la serie 190.38 Turbo, a pesar de haberse modificado más de 2000 componentes con respecto al modelo anterior. Un estudio minucioso se centró principalmente en la cabina y su comodidad de manejo.
Las primeras pruebas comenzaron con el TurboStar en septiembre de 1982 los primeros prototipos se probaron en el circuito de Iveco en Markbronn (Ulm, Alemania), otros en Finlandia y otros en el antiguo circuito Fiat Nardo en Lecce, sur de Italia. Iveco prestó especial atención a la cabina de esta nueva serie, con un rediseño completo y un tratamiento específico de las vibraciones de baja frecuencia en la cabina y la caja de cambios. El chasis ya era conocido, derivado directamente de la serie 190 anterior. Rigurosos estudios en el túnel de viento del centro de investigación de Fiat en Orbassano dieron como resultado una cabina excepcionalmente aerodinámica con una tracción total de tan solo 0,53. La posición de conducción es la característica de todos los vehículos Iveco, con el asiento del conductor situado bastante adelantado sobre el volante, prácticamente horizontal.
Con el TurboTech, Iveco sienta las bases para un nuevo referente en el sector del transporte pesado, ofreciendo una versión más económica que el TurboStar a los transportistas especializados en distancias cortas y medias.
Cabe destacar que, aunque este nuevo modelo fue diseñado y desarrollado íntegramente bajo la marca Iveco, en su lanzamiento, el TurboTech aún conservaba el logotipo de Fiat en la parrilla, en la parte inferior derecha, como si el fabricante quisiera destacar que era el digno heredero de los legendarios Fiat 684 y Fiat 619 con cabina tipo H de la década de 1970, presentes en todo el mundo.
En 1987, la potencia del motor experimentó una ligera mejora. El 190-33 fue sustituido por el 190-36, equipado con el mismo motor Fiat-Iveco de seis cilindros en línea de 13.798 cc, con un aumento de potencia a 360 CV, ideal para las necesidades de los transportistas de gama media de las flotas europeas. Posteriormente, en 1990, su potencia se incrementó a 377 CV, pero mantuvo la denominación -36.
La serie TurboTech se fabricó en Europa hasta 1993, cuando fue sustituida por la serie EuroTech.

## Las versiones del Fiat-Iveco TurboTech
| Modelo                                                                        | Producción | Motor         | Cilindrada | Potencia | Par motor | RPM   | Peso bruto vehicular (GVW) en toneladas |
| ----------------------------------------------------------------------------- | ---------- | ------------- | ---------- | -------- | --------- | ----- | --------------------------------------- |
| Iveco 180-20 transportista 4x2 / (6x2 en Italia)                              | 1984-1993  | Fiat 8220.02  | 9.572      | 202      | 850       | 1350  | 18,0 - 24,0                             |
| Iveco 190-20 TurboTech - Exportación a Francia, Bélgica y Países Bajos        | 1984-1993  | Fiat 8220.02  | 9 572      | 202      | 850       | 1 350 | 19,0                                    |
| Iveco 190-20T TurboTech - Semirremolques tractores de exportación             | 1984-1993  | Fiat 8220.02  | 9 572      | 202      | 850       | 1 350 | 38,0                                    |
| Iveco 180-26 - Tren de carretera italiano de 32 toneladas                     | 1984-1993  | Fiat 8460.21  | 9 500      | 261      | 920       | 1 300 | 18,0 / 32,0                             |
| Iveco 180-26 - Tren de carretera 32/40 t según el país                        | 1984-1993  | Fiat 8460.21  | 9 500      | 261      | 920       | 1 300 | 19,0 - 40,0                             |
| Iveco 190-32 TurboTech                                                        | 1984-1993  | Fiat 8460.41  | 9 500      | 318      | 1 250     | 1 300 | 18,0/19,0/24,0                          |
| Iveco 190-32T TurboTech tracteur semi-remorques                               | 1984-1993  | Fiat 8460.41  | 9 500      | 318      | 1 250     | 1 300 | 38,0/40,0/44,0                          |
| Iveco 220/240-32T con remolque Según la normativa para tractores 6x2/2        | 1984-1993  | Fiat 8460.41  | 9 500      | 318      | 1 250     | 1 300 | 38,0/40,0/44,0                          |
| Iveco 190-36 TurboTech transportista - tren de carretera                      | 1984-1993  | Fiat 8210.42  | 13 798     | 360/377  | 1760      | 1 000 | 18,0/19,0/24,0 - 38,0/44,0              |
| Iveco 190-36T TurboTech semirremolque                                         | 1984-1993  | Fiat 8210.42  | 13 798     | 360/377  | 1760      | 1 000 | 38,0/40,0/44,0                          |
| Iveco 220/240-36T camión con remolque Según la normativa para tractores 6x2/2 | 1984-1993  | Fiat 8210.42  | 13 798     | 360/377  | 1760      | 1 000 | 40,0/44,0/50,0                          |
| Iveco 190-42 TurboStar transportista - tren de carretera                      | 1984-1990  | Fiat 8280.42  | 17 174     | 420      | 1900      | 1 250 | 18,0/19,0 - 38,0/44,0                   |
| Iveco 190-42T TurboStar con semirremolque                                     | 1984-1990  | Fiat 8280.42  | 17 174     | 420      | 1900      | 1 250 | 38,0/40,0/44,0                          |
| Iveco 240-42T camión con remolque Según la normativa para tractores 6x2/2     | 1987-1990  | Fiat 8280.42  | 17 174     | 420      | 1900      | 1 250 | 40,0/44,0/50,0                          |
| Iveco 190-48 transportista - tren de carretera                                | 1989-1993  | Fiat 8280.42S | 17 174     | 480      | 2050      | 1 200 | 18,0/19,0 - 38,0/44,0                   |
| Iveco 190-48T TurboStar tractocamiones                                        | 1989-1993  | Fiat 8280.42S | 17 174     | 480      | 2050      | 1 200 | 38,0/40,0/44,0                          |
| Iveco 240-48T Según la normativa para tractoras 6x2/2                         | 1989-1993  | Fiat 8280.42S | 17 174     | 480      | 2050      | 1 200 | 44,0/50,0                               |

## Tipos de construcción
- Camiones 4×2 (Iveco 190-xx)
- Tractoras 4×2 (Iveco 190-xx T)
- Camiones 6×2 con eje elevable (Iveco 240-xx P)
- Tractoras 6×2 (Iveco 220-xx PT)

## Versiones según motor
- 190-26/190-26T (1990—1992): Motor Iveco 8460.21, 6 cilindros, cilindrada 9500 cm³, potencia 260 CV.
- 190-32/190-32T (1990—1992): Motor Iveco 8460.41, 6 cilindros, 9500 cm³, 318 cv.
- 190-36/190-36T/220-36 PT/240-36P (1990—1992): Motor Fiat-Iveco 8210.42, 6 cilindros, 13798 cm³, 377 CV a 1800 rpm[1][2][3]

## Motorizaciones
- Iveco 8460.21, R6, cilindrada 9.500 cm³: 177-192 kW (240-260 CV)
- Iveco 8460.41, R6, cilindrada 9.500 cm³: 234 kW (318 CV)
- Iveco 8210.42, R6, cilindrada 13.798 cm³: 277 kW (377 CV)

## Producciones extranjeras
La gama TurboTech también se ha fabricado ampliamente en otros países donde Iveco está presente con fábricas locales:

### Argentina
De 1992 a 1998, Iveco Argentina fabricó la gama Iveco 190 Turbo en dos versiones: la 190.29 N/T y la 190.33 N/T (N = rígido, T = tractora). A partir de 1994, la cabina adoptó los mismos niveles de equipamiento que la gama italiana TurboTech. La mecánica se mantuvo sin cambios, conservando los motores Fiat 8210.02.A031 de 6 cilindros en línea con 286 CV DIN a 2200 rpm y un extraordinario par motor de 1010 N·m a tan solo 900 rpm, y el motor Fiat 8210.22A171 con 334 CV DIN a 2000 rpm. 
Estos vehículos tenían un peso bruto vehicular de 19 toneladas como rígido individual y 45 toneladas con remolque o semirremolque.